# Carlos Bolsonaro

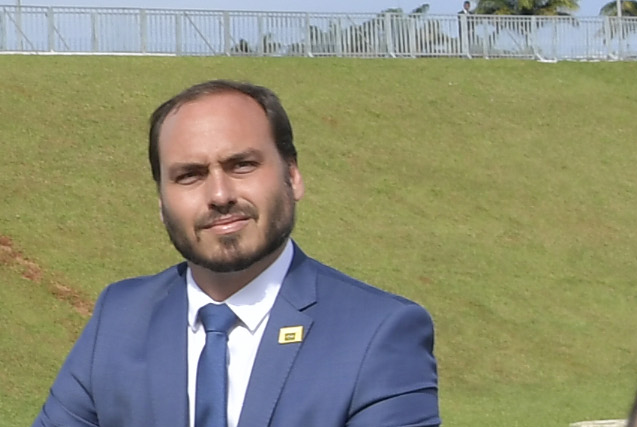
Carlos Bolsonaro (1. Januar 2019)

Carlos Nantes Bolsonaro (* 7. Dezember 1982 in Resende) ist ein brasilianischer Politiker (Republicanos) und seit 2001 Stadtrat in Rio de Janeiro.

## Leben
Carlos Bolsonaro ist der zweitälteste Sohn von Jair Bolsonaro, 38. Präsident von Brasilien, und Rogéria Nantes Nunes Braga. Seine Brüder sind Flávio Bolsonaro, Mitglied der Legislativversammlung des Bundesstaats Rio de Janeiro von 2003 bis 2019 und derzeit Mitglied des Bundessenats, und Eduardo Bolsonaro, Mitglied der Abgeordnetenkammer Brasiliens seit 2015.
Bolsonaro studierte zunächst Aeronautik an der Universidade Estácio de Sá, bevor er sich bereits mit 17 Jahren der Politik zuwandte und sich für ein Stadtratsamt in der Câmara Municipal do Rio de Janeiro bewarb. 2000 war Carlos der jüngste gewählte Stadtabgeordnete in der Geschichte Brasiliens, als er 16.053 Stimmen in der zu der Zeit 5,8-Millionenstadt bekam. Er wurde 2016 für eine fünfte Amtszeit wiedergewählt
Er war (Stand 2019) Mitglied des rechtsreligiösen und konservativen Partido Social Cristão (PSC), seit 2020 ist er Mitglied der Republicanos (REP). Er vertritt homophobe Ansichten, fordert die Todesstrafe und die Herabsetzung der Strafmündigkeit. Die Probleme der Stadt Rio sieht er in der Verelendung und der Gewalt, die er durch Geburtenkontrolle und der Stärkung der öffentlichen Sicherungsorgane bekämpfen will.
Das Supremo Tribunal Federal (Oberste Bundesgericht) beauftragte 2020 eine Einheit der Policia Federal, die Hintermänner der anti-demokratischen Proteste zu ermitteln, bei denen zum Militärputsch aufgerufen wurde und an denen auch Carlos Bolsonaro teilnahm. Die Bundespolizisten identifizierten Carlos Bolsonaro als Kopf der Bande, die gezielt Fake News gegen den Obersten Gerichtshof streute. Einen Tag nachdem diese Information bekannt wurde, entließ Jair Bolsonaro den Generaldirektor der Bundespolizei. Daraufhin trat aus Protest dessen Vorgesetzter, Justizminister Sérgio Moro, zurück.
Wahlergebnisse
Kommunalwahlen in Rio de Janeiro
| Jahr | Partei | Stimmen | %     | Unterschied |
| ---- | ------ | ------- | ----- | ----------- |
| 2000 | PP     | 16.053  | 0,5   | –           |
| 2004 | PTB    | 22.355  | 0,659 | ▲ 6.402     |
| 2008 | PP     | 28.209  |       | ▲ 5.854     |
| 2012 | PP     | 23.679  |       | ▼ 4.530     |
| 2016 | PSC    | 106.657 | 3,65  | ▲ 82.978    |